# Europees kampioenschap crossduatlon
Het Europees kampioenschap crossduatlon is een jaarlijks kampioenschap georganiseerd door de European Triathlon Union (ETU) voor crossduatleten. Het eerste Europees kampioenschap werd georganiseerd te Castro Urdiales in 2015.

## Erelijst

### Heren
| Editie | Jaar | Locatie         | Goud             | Zilver              | Brons               |
| ------ | ---- | --------------- | ---------------- | ------------------- | ------------------- |
| 1      | 2015 | Castro Urdiales | Kris Coddens     | Julen Larruzea      | Jesús de la Morena  |
| 2      | 2016 | Târgu Mureș     | Xavier Jové      | Joan Freixa         | Ciprian Bălănescu   |
| 3      | 2017 | Târgu Mureș     | Brice Daubord    | Pavel Andreev       | Kris Coddens        |
| 4      | 2018 | Ibiza           | Tim Van Hemel    | Camilo Puertas      | Andreas Silberbauer |
| 5      | 2019 | Târgu Mureș     | Arthur Serrieres | Andreas Silberbauer | Filippo Rinaldi     |

### Dames
| Editie | Jaar | Locatie         | Goud              | Zilver            | Brons              |
| ------ | ---- | --------------- | ----------------- | ----------------- | ------------------ |
| 1      | 2015 | Castro Urdiales | Margarita Fullana | Louise Fox        | Yolanda Magallón   |
| 2      | 2016 | Târgu Mureș     | Margarita Fullana | Kristina Lapinova | Yulia Surikova     |
| 3      | 2017 | Târgu Mureș     | Sanne Broeksma    | Daria Rogozina    | Kristina Lapinova  |
| 4      | 2018 | Ibiza           | Kristina Lapinova | Daria Rogozina    | Sanne Broeksma     |
| 5      | 2019 | Târgu Mureș     | Morgane Riou      | Sandra Mairhofer  | Eleonora Peroncini |